# Prądzona
Prądzona (kaszub. Prądzonô; niem. Prondzonna) – wieś kaszubska w Polsce, położona w województwie pomorskim, w powiecie bytowskim, w gminie Lipnica, na Równinie Charzykowskiej, w regionie Kaszub zwanym Gochami, nad wypływającą z pobliskiego jeziora Prądzono rzeką Prądzoną. Siedziba sołectwa Prądzona w którego skład wchodzą również Dampel, Klewiska, Osówek i Prądzona-Wybudowanie. Wieś jest również placówką Ochotniczej Straży Pożarnej.
Prywatna wieś szlachecka położona była w drugiej połowie XVI wieku w województwie pomorskim. W latach 1975–1998 wieś administracyjnie należała do województwa słupskiego.

## Integralne części wsi
| SIMC    | Nazwa                | Rodzaj    |
| ------- | -------------------- | --------- |
| 0747294 | Prądzona-Wybudowanie | część wsi |

## Historia
Prądzona jest starym siedliskiem kaszubskiej szlachty zagrodowej, swoje korzenie ma tu ród Prądzyńskich. Do 1919 roku miejscowość nosiła oficjalną niemiecką nazwę administracyjną Prondzonna.
4 grudnia 1906 r. w miejscowej szkole elementarnej rozpoczął się strajk dzieci przeciwko nauczaniu religii w języku niemieckim (dalszy przebieg strajku nie jest znany). Z uczestników strajku znane jest tylko jedno nazwisko: Głodowski. Strajk był elementem znacznie większej akcji biernego oporu wobec pruskich władz szkolnych, która na przełomie 1906 i 1907 r. objęła ponad 460 (!) szkół w prowincji Prusy Zachodnie, czyli przedrozbiorowe Pomorze Gdańskie, Powiśle, ziemię chełmińską i ziemię lubawską oraz część Krajny. Inspiracją dla strajków pomorskich były wcześniejsze działania dzieci w prowincji wielkopolskiej, ze słynnym strajkiem we Wrześni (1901) na czele.
Od zakończenia I wojny światowej wieś ponownie należy do Polski. W okresie 20-lecia międzywojennego należała do ówczesnego powiatu chojnickiego. Podczas okupacji nazistowscy propagandyści niemieccy (w ramach szerokiej akcji odkaszubiania i odpolszczania nazw niemieckiego lebensraumu) zweryfikowali nazwę Prondzonna jako zbyt kaszubską lub nawet polską i przemianowali ją na nowo wymyśloną i bardziej niemiecką - Bachwiese. Do roku 1945 wieś znajdowała się w granicach III Rzeszy.
W okresie międzywojennym stacjonował w miejscowości komisariat Straży Granicznej.